# Казанский вестник
Казанский Вестник (оригинальное название: Казанскій Вѣстник, издаваемый при императорскомъ Казанскомъ университетѣ) — печатное периодическое издание, выходившее в Казани в 1821—1833 годах на русском языке. Включало одноимённый ежемесячник и еженедельные «Прибавления» к нему. Всего было выпущено 39 частей «Казанского Вестника» (в 84 книжках).
Журнал «Казанский Вестник» являлся преемником первого периодического издания Казанского университета — газеты «Казанские известия», и предшественником одного из старейших научных журналов России «Учёные записки Казанского университета».

## История
В истории издания журнала выделяются два периода: время попечительства М. Л. Магницкого и время попечительства М. Н. Мусина-Пушкина:16.

### Период Магницкого
«Казанский Вестник» обязан своим появлением инициативе попечителя Казанского учебного округа М. Л. Магницкого, который прекратил издание в Казанском университете еженедельной газеты «Казанские известия» сочтя её «недовольно благовидным» изданием.
Для нового издания — «Казанского Вестника» — М. Л. Магницким был сформирован «издательский комитет», включавший последних редакторов «Казанских Известий».
В программу, выработанную комитетом, входили статьи о духе народного воспитания вообще, о необходимости нравоучительного и благочестивого воспитания, о благочестивом воспитании в древней России, о жизни первых христиан, переводы из церковных писателей, критические замечания о философизме XVIII века, известия о христианских нововведениях в домашнем быту Казанского университета. Такое нравоучительно-богословское направление журнала господствовало во все время попечительства Магницкого.
В этот период в «Казанском Вестнике» выходили преимущественно сочинения членов издательского комитета и студенческие переводы, проходившие цензуру самого Магницкого.
Тираж журнала постепенно падал. В первый год издания «Казанский Вестник» печатался в 500 экземплярах, во второй — в 300 экз. (потом он также сокращался, но медленней — и к 1833 году достиг 205 экз.). Магницкий заявлял, что «„Казанский Вестник“ не представляет собою никакой занимательности и „кроме убытков и бесславия“ ничего не приносит университету».
Выходившие с 1821 года еженедельные приложения — «Прибавления к „Казанскому Вестнику“», содержание которых составляли местная хроника, политические известия и объявления, согласно распоряжению министра народного просвещения прекратили издаваться в 1824 году.
Исследователь — историк казанских печатных изданий Н. П. Лихачёв дал в 1894 году такую оценку начальному периоду существования журнала:

Казанский Вестник эпохи Магницкого носит какой-то странный характер, это не серьёзный богословский орган, это не журнал для учёных, и в то же время нет в нём статей литературных. По содержанию своему он много ниже простодушных Казанских Известий; его путаница — след той мистической бури, которая несколько лет коверкала нормальное течение русской учебной жизни.
В то же время, существенные изменения в содержании «Казанского Вестника» произошли ещё до отставки Магницкого 1826 года. Именно в 1825 году резко уменьшается количество статей богословского содержания, начинается отход от религиозно-просветительской ориентации журнала. Смена политического курса в стране после воцарения Николая I закрепила изменения в содержании и направлении «Казанского Вестника».

### Период Мусина-Пушкина
Назначение нового попечителя Казанского учебного округа — М. Н. Мусина-Пушкина — поначалу несколько оживило «Казанский Вестник»: статьи богословского оттенка были устранены, статьи учёного содержания печатались в весьма ограниченном количестве; стали появляться стихотворения, статьи популярно-научного, исторического и литературного содержания.
С 1828 года возобновляется выход «Прибавлений к „Казанскому Вестнику“». Время, когда его возглавил М. С. Рыбушкин (1828—1831 года), считается лучшими годами издания. В этот период «Прибавления» дали массу исторического местного материала. С выходом же из редакторского комитета М. С. Рыбушкина, основавшего в 1832 году первую частную газету Прикамья «Заволжский Муравей», «Прибавления» стали похожи на выпускаемые позднее «Губернские Ведомости», с внутренними и заграничными известиями, перепечатывавшимися из столичных газет.
В 1832 году журнал окончательно разделился на два обособленных издания: разделы жцрнала «Начальственные распоряжения» (под названием «Казанский Вестник») и «Сочинения и переводы» стали издаваться автономно.
В 1833 году печатались только «Прибавления» и «Начальственные распоряжения». В конце года М. Н. Мусин-Пушкин счёл нецелесообразным издавать при Казанском университете литературный журнал, и он был закрыт.
В 1834 году издавались только «Прибавления». Вместо журнала «Казанский Вестник, издаваемый при императорском Казанском университете» вышел новый журнал научного характера — «Учёные Записки, издаваемые императорским Казанским университетом».

## Редакторы и авторы
Издательский комитет «Казанского Вестника» состоял из университетских преподавателей.
Состав редакторского комитета:
- С 1821 года — ординарные профессора Г. Н. Городчанинов и В. М. Перевощиков, экстраординарные профессора М. А. Пальмин и В. И. Тимьянский, адъюнкты И. И. Дунаев и В. Я. Булыгин, учитель латинского языка И. Ф. Грацинский.
- С 1822 года — Г. Н. Городчанинов, В. М. Перевощиков, В. И. Тимьянский, И. И. Дунаев, В. Я. Булыгин, профессор риторики Г. С. Суровцов, адъюнкт М. С. Рыбушкин и ординарный профессор Н. И. Лобачевский.
- С 1826 года — Г. Н. Городчанинов, В. М. Перевощиков, В. И. Тимьянский, И. И. Дунаев, В. Я. Булыгин, Словцов, М. С. Рыбушкин, Н. И. Лобачевский, ординарный профессор В. Я. Баженов и адъюнкт И. Ф. Краузе.

Главными деятелями журнала были Городчанинов, Перевощиков и Рыбушкин.
В период Магницкого в журнале была издана «Повесть о Казанском царстве», печатались речи ректора Казанской семинарии Феофана и архиепископа казанского Амвросия.
В февральском номере журнала за 1821 год были опубликованы «выписки» из подробных писем участника антарктической экспедиции (экспедиции шлюпов «Восток» Ф. Ф. Беллинсгаузена и «Мирный» М. П. Лазарева 1819—1821 годов) И. М. Симонова к попечителю Казанского учебного округа М. Л. Магницкому. В 1822 году опубликована актовая речь возвратившегося И. М. Симонова «Слово об успехах плавания шлюпов „Восток“ и „Мирный“ около света и особенно в Южном Ледовитом море в 1819, 1820 и 1821 годах».
С мая 1822 года по февраль 1823 года на страницах «Казанского Вестника» начал публиковаться предпринятый Н. С. Арцыбашевым пространный постраничный разбор первого тома «История государства Российского» Н. М. Карамзина. Он отмечает противоречия «Истории» в описании и трактовке многих событий, выражает язвительные сомнения в достоверности приводимых Карамзиным легенд, говорит о дополнениях и искажениях источников. «Арцыбашев выступил в унисон с критикой, раздававшейся до этого со страниц „Вестника Европы“».
После отставки Магницкого в журнале активно печатался Н. И. Лобачевский. В 1829—1830 годах в пяти статьях в журнале было издано его сочинение «О началах геометрии». Это первая в мировой научной литературе серьёзная публикация по неевклидовой геометрии (геометрии Лобачевского). В 1832 году в журнале была издана речь Н. И. Лобачевского «О важнейших предметах воспитания».
Кроме того, в журнале публиковались известные писатели и учёные: В. Я. Булыгин, А. К. Казем-Бек, О. М. Ковалевский, А. Я. Купфер, К. Ф. Фукс, Э. А. Эверсман, Ф. И. Эрдман и другие.